# TipsArena Linz
TipsArena Linz (do 2009 roku Intersport Arena) – hala widowiskowo-sportowa w Linzu, w Austrii. Została otwarta 7 marca 2003 roku. Może pomieścić 6000 widzów. Hala połączona jest ze znajdującym się tuż obok Linzer Stadion.
Obiekt przystosowany jest do goszczenia halowych zawodów lekkoatletycznych, możliwe jest ułożenie w nim 6-torowej, 200-metrowej bieżni z profilowanymi zakrętami. Poza tym hala może gościć inne imprezy sportowe, jak i pozasportowe, m.in. koncerty, konferencje czy przedstawienia. W zależności od konfiguracji może pomieścić różną liczbę widzów, np. w przypadku zawodów lekkoatletycznych 3000 osób, w przypadku meczów piłki ręcznej czy futsalu 6000 osób, a w przypadku koncertów 7200 osób.
Budowa hali rozpoczęła się 14 czerwca 2000 roku. Obiekt powstał w miejscu poprzedniej hali widowiskowo-sportowej (Sporthalle Linz), oddanej do użytku w 1974 roku, tuż obok Linzer Stadion. Otwarcie nowej hali miało miejsce 7 marca 2003 roku, a na inaugurację odbył się w niej międzynarodowy mityng lekkoatletyczny. Koszt budowy areny wyniósł 29 mln €. Początkowo sponsorem tytularnym obiektu była sieć sklepów sportowych Intersport, a hala nazywała się „Intersport Arena”. 1 stycznia 2010 roku nazwę zmieniono na „TipsArena Linz”, po tym jak nowym sponsorem został darmowy tygodnik regionalny Tips. W hali rozgrywany jest m.in. coroczny kobiecy turniej tenisowy Ladies Linz. W styczniu 2010 roku obiekt był jedną z aren mistrzostw Europy w piłce ręcznej.